# Drepanocentron devavrata
Drepanocentron devavrata är en nattsländeart som beskrevs av Schmid 1982. Drepanocentron devavrata ingår i släktet Drepanocentron och familjen Xiphocentronidae. Inga underarter finns listade i Catalogue of Life.